# 古斯內克鎮區 (北達科他州迪瓦德縣)
古斯內克鎮區（英語：Gooseneck Township）是位於美國北達科他州迪瓦德縣的一個鎮區。

## 地方資料
古斯內克鎮區的面積為112.10平方千米，當中陸地面積為109.96平方千米，而水域面積為2.14平方千米。根據2020年美國人口普查的數據，當地共有人口31人，而人口密度為每平方千米0.28人。